# Knut Janson

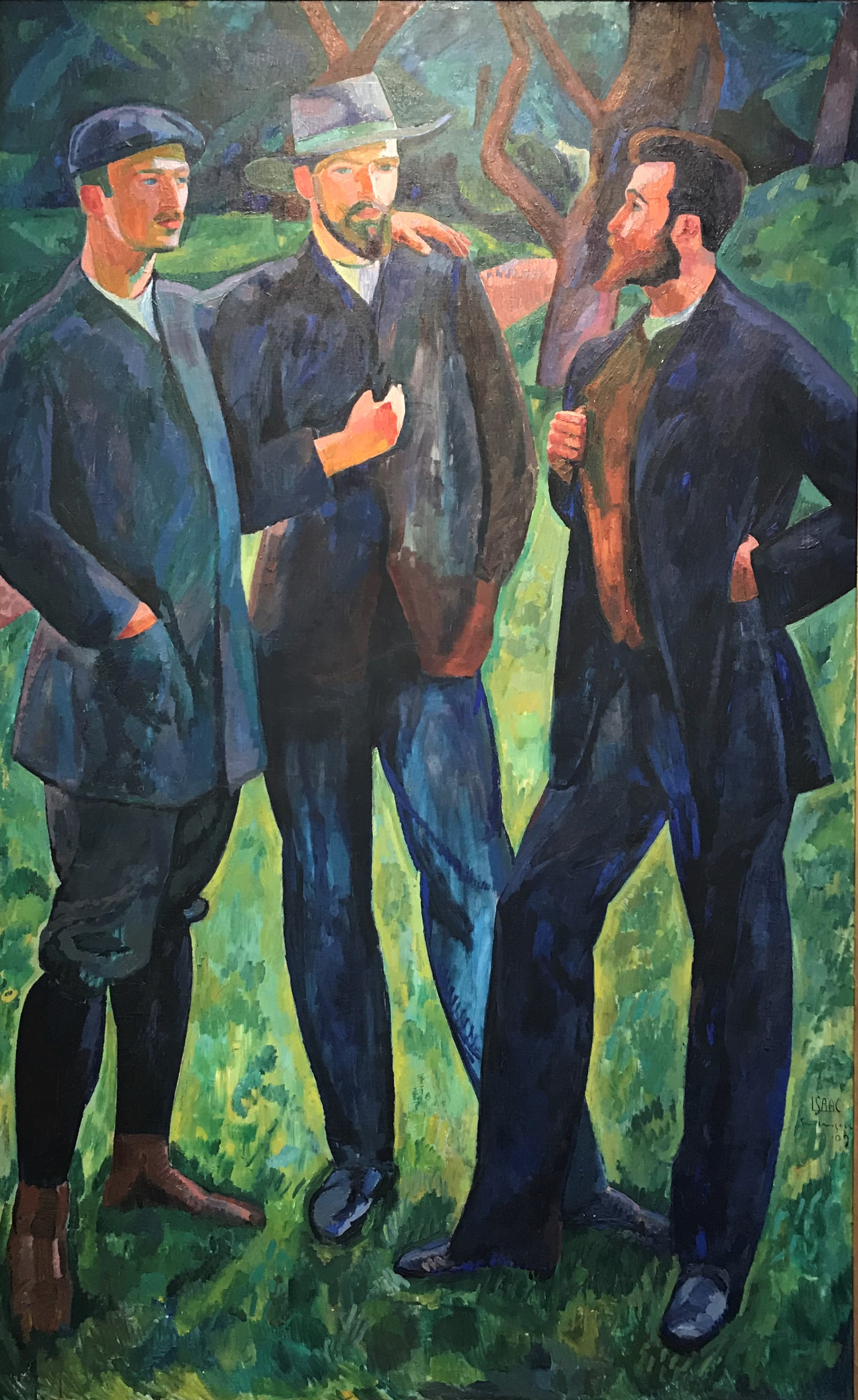
Konstnärskamrater av Isaac Grünewald, 1909
Från vänster: Sigfrid Ullman, Knut Janson och Birger Simonsson

Knut Albert Emanuel Janson, född 30 december 1882 i Vallentuna, död 22 oktober 1966 i Stockholm, var en svensk målare. Han var brorson till Wilhelm Jansson.
Janson studerade vid Konstnärsförbundets skola 1905–1908, samt under resor bland annat i Frankrike.
Knut Janson ingick tillsammans med Isaac Grünewald, Sigfrid Ullman, Birger Simonsson, Tor Bjurström, Leander Engström, Edward Hald, Einar Nerman, Carl Ryd, Gösta Sandels, Ture Ander, med flera i sammanslutningen "De unga" som bildats hösten 1907. I konsthistorien har de fått stå för det moderna genombrottet i svensk konst. Vid tre tillfällen 1909, 1910 och 1911 ställde gruppens medlemmar ut på Hallins konsthandel i Stockholm. År 2009 visades en utställning på Säfstaholms slott med anledning av 100-årsminnet av De ungas första utställning.
Knut Janson har mestadels arbetat med landskapsmotiv från stockholmstrakten och Frankrike. Han är representerad med flera arbeten i Nationalmuseum i Stockholm  och Moderna museet i Stockholm  samt vid Norrköpings konstmuseum.
Knut Janson finns med på Isaac Grünewald-tavlan "Konstnärskamraterna i Simlångsdalen 1909" som  ingår i prins Eugens samlingar. I presentationen för utställningen på Säfstaholms slott 2009 skrev Birgitta Milits: "Vi ser Sigfrid Ullman, mest lik en engelsk lord i sportbyxor och eleganta vador, Knut Janson lång som kungen av Danmark samt Birger Simonsson. Långa och ståtliga är de alla tre."
Knut Janson är begravd på Skogskyrkogården i Stockholm.